# Venice (Illinois)
Venice je grad u američkoj saveznoj državi Ilinois. Prema popisu stanovništva iz 2010. u njemu je živjelo 1.890 stanovnika.